# آلونسو فریرا دی ماتوس
آلونسو فریرا دی ماتوس (به پرتغالی: Alonso Ferreira de Matos) مدافع اهل برزیل است که در شهر Montes Claros و در تاریخ ۱۱ اوت ۱۹۸۰ به دنیا آمده‌است.
آلونسو فریرا دی ماتوس در تیم‌های فوتبال کروزیرو سابقهٔ حضور دارد.